# Chandu the Magician
Chandu the Magician is een Amerikaanse film uit 1932 onder regie van William Cameron Menzies en Marcel Varnel.

## Verhaal
Drie jaar lang heeft Frank Chandler oosterse magie gestudeerd bij de Yogi's in India en hij is nu bekend onder zijn nieuwe identiteit, Chandu. Hij heeft nu de macht om te teleporteren, astraal te projecteren, te betoveren en illusies te projecteren. Met deze bovennatuurlijke gaven heeft hij van zijn leraar de opdracht gekregen "om met zijn jeugd en kracht het kwaad te overwinnen dat de mensheid bedreigt". Chandu wordt naar Egypte gestuurd om af te rekenen met een Egyptische megalomaan, bekend als Roxor. Roxor ontvoert Chandu's zwager, Robert Regent, een uitvinder die een dodelijke straal heeft ontwikkeld waarvan de stralen de halve wereld kunnen bereiken. De kwaadaardige Roxor wil de straal gebruiken om zijn plannen voor wereldheerschappij te ondersteunen. Chandu moet al zijn paranormale gaven aanwenden om zijn zwager te redden, en ook zijn zus en hun kinderen, die Roxor heeft ontvoerd in een complot om Regent te dwingen de geheimen van zijn doodstraal te onthullen. Chandu's liefje, de Egyptische prinses Nadji, is ook ontvoerd, waardoor Chandu voor de dilemma komt te staan wie hij het eerst moet redden. Met behulp van zijn Yogi-gaven, maakt Chandu gewaagde ontsnappingen, waaronder een uit een ondergedompelde sarcofaag. Uiteindelijk slaagt hij erin iedereen te redden en Roxor lang genoeg te betoveren om zowel de doodstraal als het hele hol van de schurk te vernietigen.

## Rolverdeling
| Acteur            | Personage               |
| ----------------- | ----------------------- |
| Edmund Lowe       | Chandu / Frank Chandler |
| Irene Ware        | Princess Nadji          |
| Bela Lugosi       | Roxor                   |
| Herbert Mundin    | Albert Miggles          |
| Henry B. Walthall | Robert Regent           |
| Weldon Heyburn    | Abdulah                 |
| June Lang         | Betty Lou Regent        |
| Michael Stuart    | Bobby Regent            |
| Virginia Hammond  | Dorothy Regent          |